# テンダー機関車
テンダー機関車（テンダーきかんしゃ）とは、蒸気機関車の一種で機関車に炭水車（テンダーとも呼ばれる、ボイラーに投入する石炭および水を積載した燃料運搬車両）が接続された形式の機関車。
炭水車をもたず、機関車本体に炭庫や水槽を装備する機関車はタンク機関車と呼ばれる。

## 概要

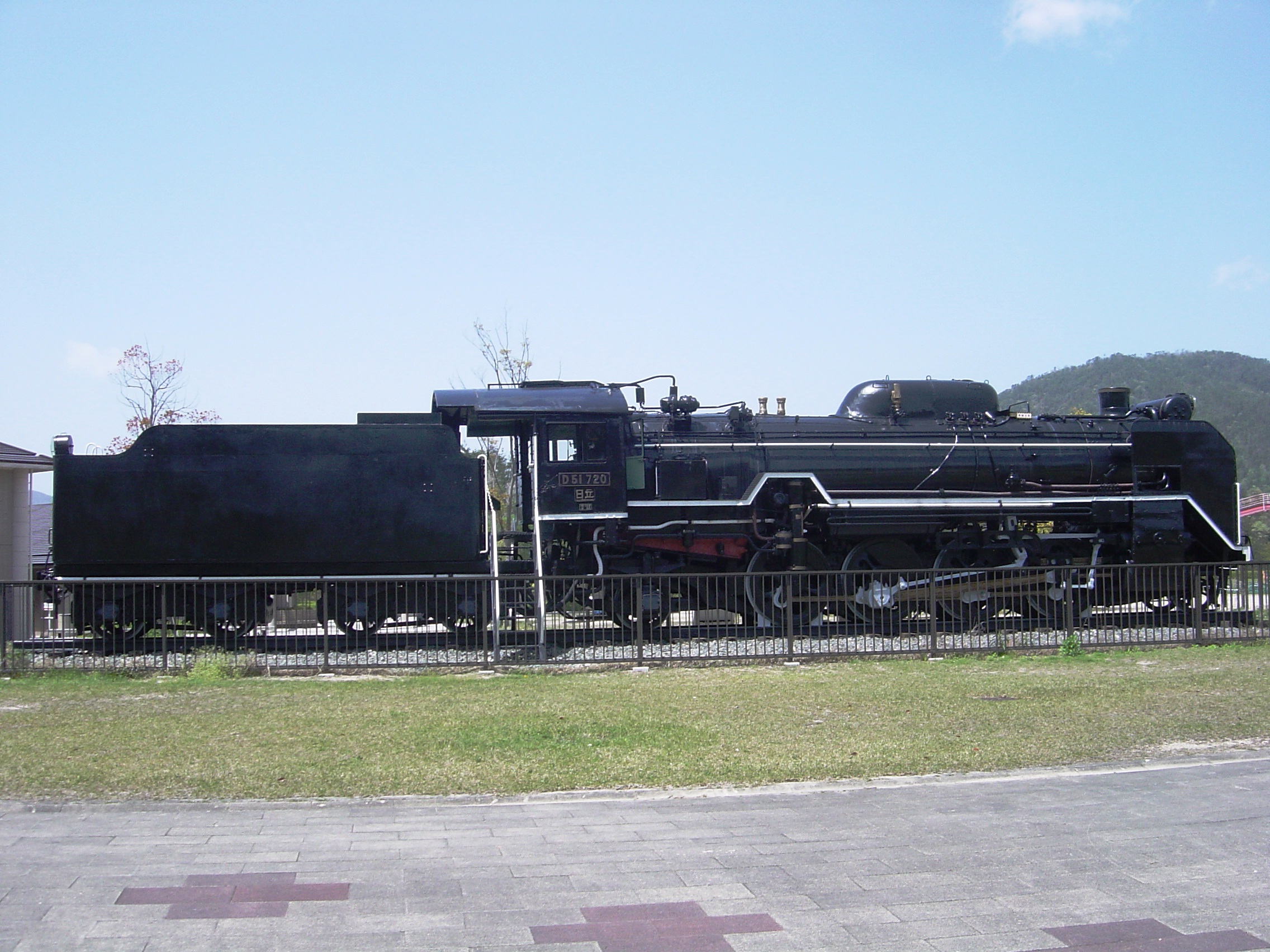
テンダー機関車の例（国鉄D51形蒸気機関車）

水や石炭の積載容積が多いため長距離運行に適するのが特長で、駅間の長い幹線や停車駅の少ない急行列車のように、頻繁に水や石炭の補給ができない環境で広く用いられる。
しかし一部の種類を除いて後方視界が悪く、バック運転（逆機）が難しい上、車両重量も大きいため幹線などの限られた路線でしか使用できない、全長が長く大型の転車台を必要とするなどの欠点もある。さらに、炭水車の重量はそのまま死重（無駄な重量）という形で機関車の足かせとなり、タンク機関車のように燃料と水を粘着重量（トラクションの発生に寄与し牽引力となる動輪上重量）として活用することはできない。
これを補うため、テンダーにも走り装置を設ける「パワー・テンダー」方式も考案、製造されたが、効果の割りに保守に手間が掛かり、信頼性に難点があったため普及しなかった。
設計の新しいものの中には、自動給炭機（メカニカルストーカー）を備えるものもある。